# Lieblingslied
Lieblingslied ist ein Lied des deutschen Musik- und Comedy-Duos Die Lochis, bestehend aus den Zwillingsbrüdern Heiko und Roman Lochmann. Es erschien als Teil des Debütalbums #Zwilling am 19. August 2016 sowie zuvor als Videoauskopplung am 25. Juni 2016.

## Inhalt
Das Lied beschreibt die meist enge emotionale Bindung zwischen Zwillingsbrüdern und vergleicht deren Herzschlag mit dem neuesten Lieblingslied.

## Musikvideo und Liveauftritte
Bei YouTube erreichte das Musikvideo bis Juni 2024 über 33 Millionen Aufrufe und ist dort das erfolgreichste Video des Duos.
Beim Webvideopreis 2016 absolvierte das Duo den Song erstmalig vor Livepublikum. Ebenso traten sie im gleichen Jahr im ZDF-Fernsehgarten mit dem Titel auf.

## Chartplatzierungen
| ChartsChartplatzierungen | Höchstplatzierung | Wochen |
| ------------------------ | ----------------- | ------ |
| Deutschland (GfK)        | 51 (1 Wo.)        | 1      |
| Österreich (Ö3)          | 38 (1 Wo.)        | 1      |